# 盐放线孢菌属
盐放线孢菌属为拟诺卡氏菌科的一属细菌。此属的模式种为白色盐多孢菌(Haloactinospora alba)。

## 下属物种
- 白色盐多孢菌 Haloactinospora alba Tang et al. 2008